# Placówka Straży Celnej „Kiczera”

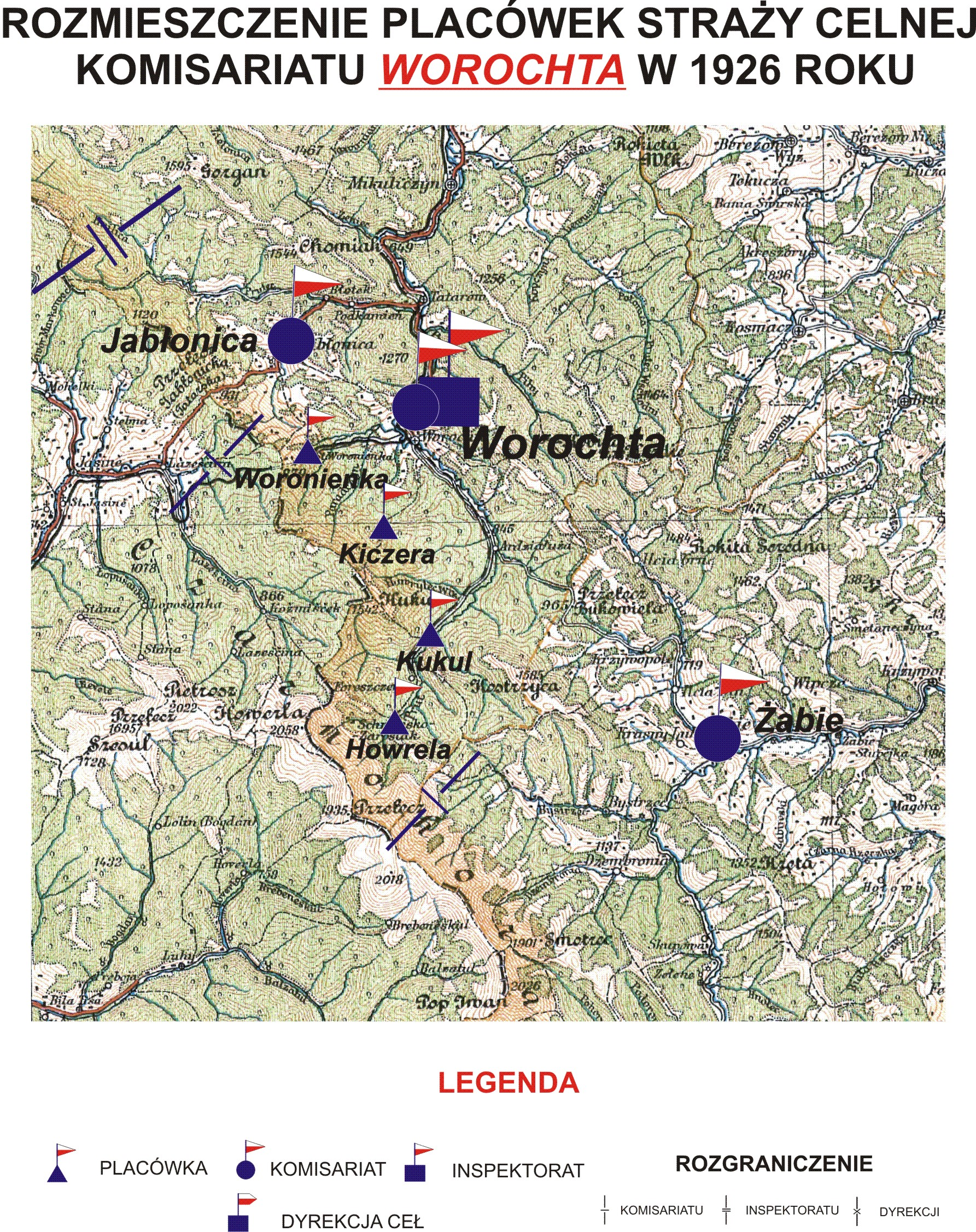
Rozmieszczenie placówek SC Komisariatu Worochta w 1926 r.

Placówka Straży Celnej „Kiczera” – jednostka organizacyjna Straży Celnej pełniąca w okresie międzywojennym służbę ochronną na granicy polsko-rumuńskiej.

## Formowanie i zmiany organizacyjne
Na wniosek Ministerstwa Skarbu, uchwałą z 10 marca 1920 roku, powołano do życia Straż Celną. Jednostki Straży Celnej rozpoczęły przejmowanie odcinków granicy od pododdziałów Batalionów Celnych. W 1921 roku w Zawojdzie stacjonował sztab 1 kompanii 10 batalionu celnego. Kompania wystawiała między innymi placówkę w Kiczerze. Proces tworzenia Straży Celnej trwał do końca 1922 roku. Placówka Straży Celnej „Kiczera” weszła w podporządkowanie komisariatu Straży Celnej „Worochta” z Inspektoratu SC „Worochta”.
W drugiej połowie 1927 roku przystąpiono do gruntownej reorganizacji Straży Celnej. W praktyce skutkowało to rozwiązaniem tej formacji granicznej. Ochronę północnej, zachodniej i południowej granicy państwa przejęła powołana z dniem 2 kwietnia 1928 roku Straż Graniczna.  W strukturach nowo powstałej formacji placówki „Kiczera” nie odtworzono.

## Funkcjonariusze placówki
Kierownicy placówki
| stopień    | imię i nazwisko, numer | okres pełnienia służby | kolejne stanowisko |
| ---------- | ---------------------- | ---------------------- | ------------------ |
| przodownik | Augustyn Bardjan (54)  | był w 1926             |                    |

Obsada personalna placówki w 1926:
- przodownik Augustyn Bardjan (54)
- strażnik Władysław Chyba (649)
- strażnik Michał Mędel (699)
- strażnik Czesław Kosowski (740)
- strażnik Ignacy Stefanicki (2010)
- strażnik Franciszek Boś (2104)
- strażnik Leon Bożek (705)
- strażnik Florian Alwin (725)